# Gránásy László
Gránásy László Előd (Budapest, 1955. február 15. – 2023. november 1.) Széchenyi-díjas és akadémiai djas magyar szilárdtestfizikus, kutatóprofesszor, a Magyar Tudományos Akadémia levelező tagja (2019).

## Életpályája
1974-ben az Eötvös Loránd Tudományegyetemen kezdte meg tanulmányait mint fizikus hallgató. 1979-ben diplomázott. 1981-ben summa cum laude minősítéssel szerezte meg egyetemi doktori fokozatát (dr. univ), disszertációjának témája "Üvegfémek képződése és termikus stabilitása". Nem sokkal később 1989-ben lett a fizikai tudományok kandidátusa (CSc.), majd 2004-ben az MTA-doktora (DSc.) címet is megkapta "Magképződési folyamatok elméleti vizsgálata" című munkájára. 1983-tól lett az MTA Központi Fizikai Kutatóintézet tudományos munkatársa, majd 1990-től tudományos főmunkatárs ugyanott. 2006-ban előléptetik tudományos tanácsadóvá. 2007 és 2009 között a Brunel Egyetem professzora, majd ezt követően visszatért az MTA Szilárdtestfizikai és Optikai Kutatóintézet kötelékébe, mint tudományos tanácsadó. 2014-ben az Academia Europaea (London) tagjává, 2019-ben a Magyar Tudományos Akadémia levelező tagjává választották. Témavezetésével mellett szerezte meg doktori fokozatát (PhD.) Korbuly Bálint, Tóth Gyula, és Tegze György. 
A Wigner Fizikai Kutatóközpontban, a Kísérleti Szilárdtestfizika Osztályon dolgozott. A szerkezetkutató laboratórium tagja volt. Kutatómunkája során, világszinten kimagasló eredményeket ért el a kristályosodási folyamatok térelméleti modelljének kidolgozásában és annak komplex megszilárdulási jelenségekre történő alkalmazásában. A kutatás mellett nyolc éven át oktatott a Budapesti Műszaki és Gazdaságtudományi Egyetemen. Tagja volt az MTA Fizikai Osztálya Szilárdtest-fizikai Bizottságának, és MTA AKT Matematikai és Természettudományi Szakbizottságnak. 

## Díjai
- Széchenyi-díj: 2018
- Akadémiai Díj: 2005
- MTA Fizikai Díj: 2000
- Széchenyi Professzori Ösztöndíj: 2000
- Akadémiai Ifjúsági Díj (megosztva): 1989